# Jesús Carroza
Jesús Carroza Rodríguez (Sevilla, 7 de noviembre de 1987) es un actor español, ganador del Premio Goya al mejor actor revelación en 2005 por su papel de Richi en la película 7 vírgenes.

## Biografía
Jesús Carroza nació en Sevilla el 7 de noviembre de 1987 en la barriada de San Jerónimo (distrito Macarena) en Andalucía, España. Gracias a la confianza del director Alberto Rodríguez fue elegido entre más de 3000 jóvenes en el casting que se organizó en el Instituto San Jerónimo para la película 7 vírgenes. Entra en el mundo del cine interpretando a "Richi", personaje por el que ganó el Goya al mejor actor revelación de 2006.

## Filmografía

### Largometrajes
| Año  | Título              | Personaje    | Dirección                            |
| ---- | ------------------- | ------------ | ------------------------------------ |
| 2004 | 7 vírgenes          | Richi        | Alberto Rodríguez                    |
| 2007 | Déjate caer         | Kevin Manuel | Jesús Ponce                          |
| 2008 | Che, Guerrilla      | Eduardo      | Steven Soderbergh                    |
| 2009 | Celda 211           | Elvis        | Daniel Monzón                        |
| 2010 | After               | Jesús        | Alberto Rodríguez                    |
| 2012 | Un mundo cuadrado   | Esteban      | Álvaro Begines                       |
| 2012 | Miel de naranjas    | Fernando     | Imanol Uribe                         |
| 2012 | Grupo 7             | Yonki        | Alberto Rodríguez                    |
| 2013 | La mula             | Churri       | Michael Radford, Sebastien Grousset  |
| 2014 | El Niño             | El Compi     | Daniel Monzón                        |
| 2014 | La isla mínima      | Miguel       | Alberto Rodríguez                    |
| 2020 | Adú                 | Javi         | Salvador Calvo                       |
| 2020 | Malnazidos          | Jurel        | Alberto de Toro, Javier Ruiz Caldera |
| 2021 | La casa del caracol | Esteban      | Macarena Astorga                     |
| 2022 | Modelo 77           | El Negro     | Alberto Rodríguez                    |
| 2025 | Tierra de nadie     | Benito       | Albert Pintó                         |

### Cortometrajes
| Año  | Título             | Personaje | Dirección     |
| ---- | ------------------ | --------- | ------------- |
| 2009 | Cuestión de suerte | Joaquín   | Jorge Laplace |

### Series de televisión
| Año       | Título                     | Personaje              | Canal     | Episodios    |
| --------- | -------------------------- | ---------------------- | --------- | ------------ |
| 2006      | Mis adorables vecinos      | El chino               | Antena 3  | 1 episodio   |
| 2015-2016 | Mar de plástico            | Manuel "Lolo" Requena  | Antena 3  | 19 episodios |
| 2016      | Buscando el norte          | Arturo Aragonés        | Antena 3  | 8 episodios  |
| 2018      | El día de mañana           | Inspector Mateo Moreno | Movistar+ | 6 episodios  |
| 2018-2019 | La peste                   | Baeza                  | Movistar+ | 7 episodios  |
| 2021      | Jaguar                     | Pastor                 | Netflix   | 1 episodio   |
| 2022      | Los herederos de la tierra | Guerao                 | Netflix   | 6 episodios  |
| 2022      | Apagón                     | Cortelazor             | Movistar+ | 1 episodio   |

## Premios
| Año  | Título           | Premio                                              | Categoría                           | Resultado |
| ---- | ---------------- | --------------------------------------------------- | ----------------------------------- | --------- |
| 2006 | 7 vírgenes       | Premios Goya                                        | Mejor Actor Revelación              | Ganador   |
| 2006 | 7 vírgenes       | Unión de Actores y actrices                         | Mejor Actor Revelación              | Nominado  |
| 2006 | 7 vírgenes       | Medallas del Círculo de Escritores Cinematográficos | Premio revelación                   | Nominado  |
| 2015 | El Niño          | Medallas del Círculo de Escritores Cinematográficos | Mejor Actor de Reparto              | Nominado  |
| 2015 | El Niño          | Premios Feroz                                       | Mejor Actor de Reparto              | Nominado  |
| 2019 | El día de mañana | Premios Feroz                                       | Mejor Actor de Reparto en una serie | Nominado  |
| 2020 | La Peste         | Premios Feroz                                       | Mejor Actor de Reparto en una serie | Nominado  |
| 2022 | Apagón           | Premios José María Forqué                           | Mejor Actor de Televisión           | Ganador   |
| 2023 | Apagón           | Premios Feroz                                       | Mejor Actor de Reparto en una serie | Nominado  |
| 2023 | Modelo 77        | Premios Feroz                                       | Mejor actor de Reparto              | Nominado  |
| 2023 | Modelo 77        | Premios Goya                                        | Mejor Actor de Reparto              | Nominado  |